# Sapromyza sexmaculata
Sapromyza sexmaculata är en tvåvingeart som beskrevs av Mitsuhiro Sasakawa 2001. Sapromyza sexmaculata ingår i släktet Sapromyza och familjen lövflugor. Inga underarter finns listade i Catalogue of Life.